# Hämnd
|  | Wiktionary har en ordboksartikel om hämnd. |

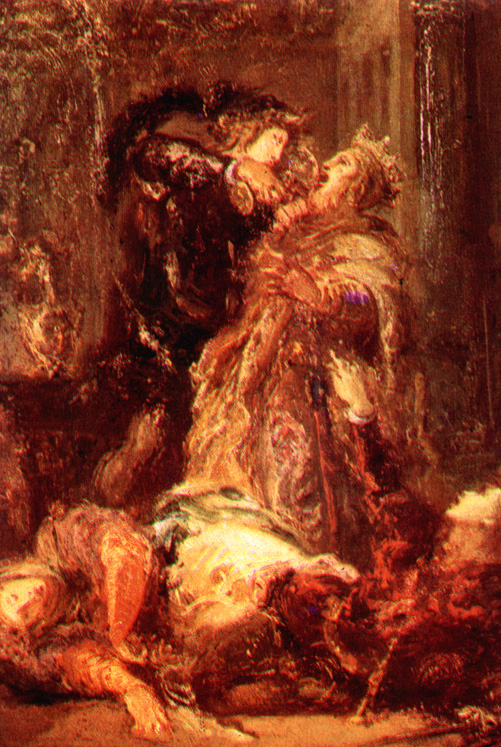
Hamlet, i William Shakespeares drama, är besatt av att hämnas sin faders död.
"Prins Hamlet dödar kung Claudius" av Gustave Moreau.

Hämnd är en reaktiv eller straffande handling på en upplevd orättvisa eller missgärning. Hämnd är ett vanligt motiv till privat och samhälleligt straff, antingen för att "bli kvitt" eller enligt principen om lex talionis.
Reciprocitet anses vara en förutsättning för de mänskliga samhällenas evolution, vilket kan ta sig uttryck i reciprocitetsprincipen som både innefattar reciprok altruism, reciprokt stöd, lojalitet och hämnd, vilket håller samman gruppen. Inom etologin är det en tvistefråga huruvida djur hämnas. Aggression inom gruppen hos flocklevande djur är vanligt, men handlar ofta om kamp om föda eller fortplantningsmöjligheter, eller om att utmana eller vidmakthålla hierarkier. Hos vissa djurarter har dock en del hämndartade beteenden möjligen kunnat konstateras, till exempel hos japansk makak där förorättade individer en stund efter oförrätten angripit släktingar till angriparen.
Under antiken fanns kvinnliga hämndgudinnor, till exempel Nemesis och Erinyer i grekisk mytologi vilka förföljde ostraffade brottslingar och drev dem till vansinne. Hämnd är ett återkommande motiv i Bibeln, med ordspråket "öga för öga, tand för tand" (lex talionis) som princip, att hämnd och straff skulle vara proportionella i förhållande till missgärningen.
I många stamsamhällen är hämnd ett legitimt skäl till mord och våld. I stamsamhällen kan rädsla för hämnd fungera våldshämmande mellan olika grannfolk, hålla tillbaka plundrare, och blodshämnd ligga till grund för mellanfolkliga konflikter. Det vill säga att idén om hämnd reglerar samvaron. I vissa stamsamhällen (till exempel yonomamöindianer) uppfattas aggression som en naturlig reaktion på sorg, samt att denna aggression är en kraft som behöver utlopp i form av blodspillan.
Blodshämnd är ett vanligt motiv till krig i stamsamhällen. Feghet hos män inom den egna gruppen leder till social utfrysning och till att dennes kvinnliga anhöriga blir utsatta för sexuella trakasserier. Att vara framgångsrik i hämndaktioner ger män i sådana samhällen bättre reproduktiva möjligheter och status inom gruppen.
I alla västerländska samhällen är våldsam hämnd förbjudet i lag (staten har våldsmonopol), och hämndbegär förekommer inte som legitim grund för institutionellt straff, oavsett missgärningens art. I straffrätten har fokus sedan 1800-talet kommit att skifta från hämnd till fångvård, inkapacitering och avskräckning. Under 1900-talet har flera länder övergått från diktatur till demokrati eller genomlevt svåra konflikter. Den allmänna hållningen efter sådana övergångar har i tilltagande grad varit att gå vidare och att kollektivt förlåta illdåd, ofta efter sannings- och försoningskommissioner. Metoden har dock kritiserats för att framtvinga förlåtande känslor hos personer som inte känner detta, och att det inte tillgodoser de individuella, psykologiska behoven hos offren som kan fortsätta bära på hämndbegär. I många sådana fall har offren med tiden kommit att betraktas som problem, för att de varit oförmögna att förlåta och gå vidare. Det finns en tydlig korrelation mellan oförmåga att förlåta och förekomst av posttraumatisk stress, depression och ångeststörningar. Under perioder har hämndbegär i varierande grad betraktats som ett medicinskt problem, ett synsätt som kritiserats för att sakna ett moraliskt perspektiv på brott.
Andra former av hämnd förekommer emellertid på till exempel arbetsplatser, såsom en del av den sociala kontrollen av företagets organisation, även om upplevda missgärningar ofta förlåts eller passerar utan vedergällning. En eventuell hämnd börjar alltid med skuldbeläggelse: någon utpekas som bärande skuld till ett upplevt missförhållande eller missgärning, och någon utpekas som offer. Huruvida hämnd verkligen äger rum eller inte beror delvis på parternas sociala status i hierarkin: om den felande har högre status utsätts den mer sällan för hämndaktioner. Om offret har högst status kan denne avstå hämnd för att inte demoralisera organisationen, orsaka värre skada än den redan skedda. En som hämnas har ofta redan låg status och är mer benägen till beskyllningar, och denne hämnas oftare på andra som också har lägre status.